# Galeruca popenoi
Galeruca popenoi är en skalbaggsart som beskrevs av Blake 1945. Galeruca popenoi ingår i släktet Galeruca och familjen bladbaggar. Inga underarter finns listade i Catalogue of Life.